# Orthoprosopa alex
Orthoprosopa alex är en tvåvingeart som först beskrevs av Thompson 1972.  Orthoprosopa alex ingår i släktet Orthoprosopa och familjen blomflugor. Inga underarter finns listade i Catalogue of Life.